# Erkin Koray
Erkin Koray (Isztambul, 1941. június 24. – Toronto, 2023. augusztus 7.) török énekes és gitáros, a török rockzene úttörőjének tartják.

## Életrajz
Édesanyja zongoraoktatóként dolgozott az isztambuli konzervatóriumban, tőle kapta első leckéit. 1957. december 29-én adta első koncertjét a Galataszeráji Gimnáziumban. Első pszichedelikus kislemeze (Anma Arkadaş) 1967-ben jelent meg, később már lehetőséget kapott nagylemez készítésére is. 
1969-ben alakította meg a Yeralti Dörtlüsü, majd az 1970-es években a Ter együttest. Sok országban járt: megfordult Nyugat-Németországban, Franciaországban és Hollandiában, 1982-ben pedig Kanadában. Itt született Damla nevű lánya is. Az 1980-as években, mint sok más török zenész, ő is anyagi válságba jutott. 
2006-ban Mezarlik Gulleri címmel könyve jelent meg. Az elektromos baglama feltalálójaként tartják számon.

## Diszkográfia

### Nagylemezek
- 1973 – Erkin Koray
- 1974 – Elektronik Türküler
- 1976 – Erkin Koray 2
- 1977 – Erkin Koray Tutkusu
- 1982 – Benden Sana
- 1983 – İllâ Ki
- 1985 – Ceylan
- 1986 – Gaddar
- 1987 – Aşkımız Bitecek
- 1988 – Çukulatam Benim
- 1989 – Hay Yam Yam
- 1990 – Tamam Artık
- 1991 – Tek Başına
- 1996 – Gün Ola, Harman Ola
- 1999 – Devlerin Nefesi

### Kislemezek
- 1962 – Bir Eylül Akşamı / It's So Long – Melodi 2194 1966
- 1966 – Balla Balla / You've Got To Hide Your Love Away / Watcha Gonna Do About It / Its All Over Now – Sayan EP FS78
- 1967 – Kızlarıda Alın Askere / Aşk Oyunu – İstanbul 9073
- 1967 – Anma Arkadaş / Anadolu'da Sevdim – İstanbul 9084
- 1968 – Meçhul / Çiçek Dağı – Altın Mikrofon Hürriyet Gazetesi
- 1968 – Hop Hop Gelsin / Çiçek Dağı – İstanbul 9093
- 1969 – Aşka Dönüyorum / Yine Yalnızım – İstanbul 9101
- 1969 – Sana Bir Şeyler Olmuş (Bir Na Na Na Şarkısı) / Seni Her Gördüğümde – İstanbul 9111
- 1970 – Belki Bir Gün Anlarsın / Nihansın Dideden – İstanbul 9145
- 1970 – İstemem / Köprüden Geçti Gelin – İstanbul 9161
- 1970 – Kendim Ettim Kendim Buldum / Aşkımız Bitecek – İstanbul 9165
- 1970 – Meçhul / Ve... – Diskotür DT 5001
- 1970 – Gel Bak Ne Söylicem / Gün Doğmuyor – Diskotür 5009
- 1971 – Senden Ayrı / Bu Sana Son Mektubum – İstanbul 9183
- 1971 – Kıskanırım / İlahi Morluk – İstanbul 9184
- 1971 – Yağmur / Aşka İnanmıyorum – İstanbul 9200
- 1972 – Sen Yoksun Diye / Goca Dünya – İstanbul 9226
- 1972 – Hor Görme Garibi / Züleyha – İstanbul 9241
- 1973 – Mesafeler / Silinmeyen Hatıralar – İstanbul 9254
- 1974 – Şaşkın / Eyvah – Doğan 501
- 1974 – Krallar / Dost Acı Söyler – Doğan 504
- 1974 – Feshupanallah / Komşu Kızı – Doğan 505
- 1975 – Estarabim / Sevince – Doğan 509
- 1976 – Arap Saçı / Tımbıllı -Doğan 512
- 1976 – Gönül Salıncağı / Hayat Bir Teselli – Doğan 516
- 1976 – Cümbür Cemaat / Sevdiğim – Kervan 114
- 1977 – Düşünüş / Hadi Hadi Ordan – Kervan 123
- 1977 – Sanma / Olmayınca Olmuyor – Kervan 133